# Lindsay Crouse
Lindsay Crouse és una actriu americana nascuda Lindsay Ann Crouse, a Nova York, estat de Nova York (Estats Units), el 12 de maig de 1948.

## Biografia
Lindsay Crouse va néixer a Nova York, filla de Russel Crouse, un dramaturg, i Anna Erskine.
Després d'haver acabat els estudis al Radcliffe College, el 1970, va començar la seva carrera d'artista com a ballarina, però ràpidament va girar cap a la comèdia i va començar a Broadway el 1972, amb la peça Molt de soroll per no res (Much Ado About Nothing).
La seva carrera cinematogràfica va començar l'any 1976, amb un paper a la televisió i pel·lícules per al cinema. El 1977, va  actuar en la pel·lícula Slap Shot. Pel seu paper en la pel·lícula En un racó del cor, va ser nominada a l'Oscar a la millor actriu secundària.
Lindsay Crouse ha aparegut en sèries de televisió. Entre els seus papers notables, el de Kate McBride, una oficial de policia lesbiana en Captain Furillo el 1986, una de les primeres aparicions d'un personatge lesbià en una sèrie de televisió americana. Lindsay és igualment coneguda pel seu paper en la quarta temporada de Buffy the Vampire Slayer, en què tenia el paper de la professora Maggie Walsh. Ha intervingut també en les sèries CSI: Crime Scene Investigation, Columbo (temporada 8, episodi 3 - Fantasmes: doctora Joan Allenby), Criminal Minds, Law and Order, Urgències (ER), Millennium i New York Police Blues.
Aquests últims anys, Lindsay Crouse ha tornat  al teatre.
El 2008, ha posat la seva veu en el documental A Sense of Place, una pel·lícula sobre Virginia Lee Burton.

## Filmografia
Filmografia:

### Cinema
- 1976: Tots els homes del president (All the President's Men): Kay Eddy
- 1977: Slap Shot de George Roy Hill: Lily Braden
- 1977: Between the Lines: Abbie
- 1981: El príncep de la ciutat (Prince of the City): Carla Ciello
- 1982: Veredicte final (The Verdict): Kaitlin Costello
- 1983: Krull: princesa Lyssa (veu)
- 1983: Daniel: Rochelle Isaacson
- 1984: Iceman: Dra. Diane Brady
- 1984: En un racó del cor (Places in the Heart): Margaret Lomax
- 1987: House of Games: Margaret Ford
- 1989: Communion: Anne Strieber
- 1990: Desperate Hours de Michael Cimino: Brenda Chandler
- 1993: Being Human: Janet
- 1993: The Halloween Tree (veu)
- 1995: Bye Bye Love de Sam Weisman: Grace Damico
- 1995: The Indian in the Cupboard: Jane
- 1996: Coacció a un jurat (The Juror): Tallow
- 1996: Han arribat (The Arrival) : Ilana Green
- 1997: Prefontaine: Elfriede Prefontaine
- 1997: The Arrival: Ilana Green
- 1998: L'embrió (Progeny): Dra. Susan Lamarche
- 1999: Stranger in My House: Patti Young
- 1999: El dilema (The Insider): Sharon Tiller
- 2000: One Hell of a Guy (vídeo): jutgessa Davis
- 2001: Almost Salinas: Allie
- 2002: Impostor: la cancel·ladora
- 2002: Cherish: terapeuta
- 2007: Mr. Brooks: capitana Lister